# Jurica Bajić (nogometni trener)
Jurica Bajić je nogometni trener. Trenira nogometne klubove, uglavnom s juga Hrvatske. Bio je jedno vrijeme trener RNK Split. Od 2016. godine trenerom je Jadrana iz Ploča.